# ガリーナ・ジュガシヴィリ
ガリーナ・ヤコヴレヴナ・ジュガシヴィリ (ロシア語: Галина Яковлевна Джугашвили, 1938年2月19日 - 2007年8月27日）は、ロシアのフランス語翻訳家である。ヨシフ・スターリンの長男ヤーコフ・ジュガシヴィリの娘であり、スターリンの孫娘にあたる。彼女は父がナチスの捕虜収容所で死亡したという通説に一貫して異議を唱えていた。

## 生涯

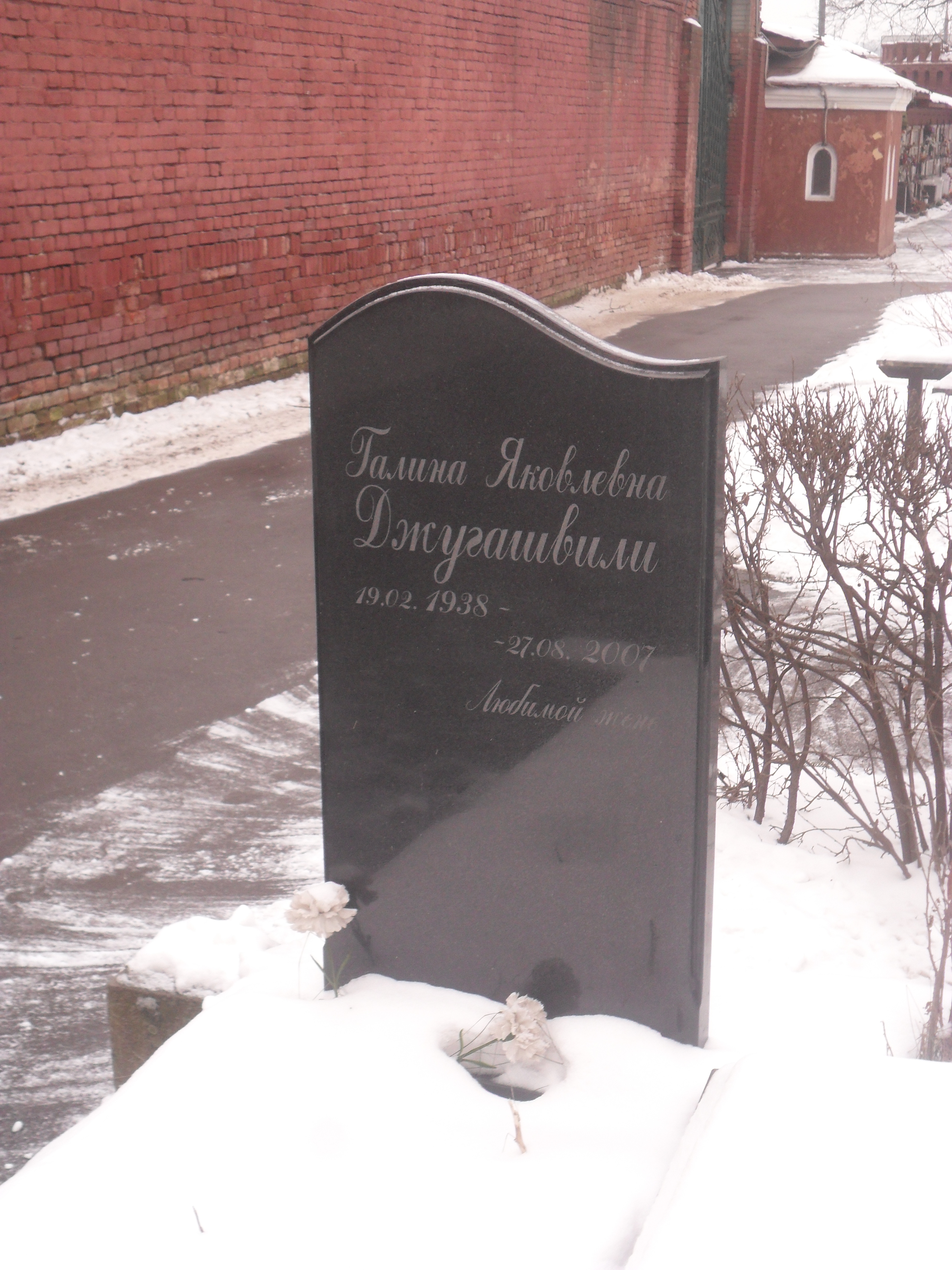
ガリーナ・ジュガシヴィリが葬られたモスクワのノヴォデヴィチ墓地。

彼女はモスクワで生まれた。母親はオデッサ出身の著名なユダヤ人ダンサーのユリア・メルツァーであった。レセプションでユリヤと出会ったヤーコフはNKVD職員で彼女の2番目の夫のニコライ・ベッサラブと争い、結果離婚が決まった。ベッサラブは後にNKVDによって逮捕されて処刑され、ヤーコフはユリアの3番目の夫となった。
ヤーコフは第二次世界大戦中、赤軍の陸軍砲兵中尉であった。一般的に歴史家からはヤーコフは1941年にナチス・ドイツの捕虜となり、その後スターリンが彼と捕虜としていたドイツのフリードリヒ・パウルス元帥との交換を拒否したため、1943年に収監されていたザクセンハウゼン強制収容所で死亡したと言われている。アメリカ国防総省はヤーコフが強制収容所内で看守に撃たれたことを示す文章を所有しており、2003年にガリーナはそれを見たものの、父はドイツ軍の捕虜にはなっておらず1941年に戦死したと主張してそれを否定した。彼女は父が収容所にいたことを示す写真や手紙はナチスのプロパガンダであると主張し続けていた。
彼女はモスクワ大学で文献学を学んで博士号を取得した。彼女はロシア作家同盟の一員であり、主にゴーリキー世界文学研究所でフランス語翻訳者として生涯働いた。彼女はモスクワに亡命中のアルジェリア人数学者で国際連合職員のフセイン・ベン・サード（Husein ben Saad）と結婚したが、旧姓を名乗り続けた。1971年11月15日に夫婦の間に息子セリム（Selim）が生まれた。セリムは生まれつき耳が不自由であった。
彼女は69歳の時にモスクワのブルデンコ軍病院で癌のため亡くなった。